# Кинотто (напиток)
Кинотто (итал. chinotto) — газированный безалкогольный напиток, получаемый из сока плодов апельсинового дерева с миртовыми листьями (Citrus myrtifolia) и экстрактов других растений.
Напиток тёмного цвета, по внешнему виду похож на колу, но не такой сладкий, с горьковато-сладким вкусом. 

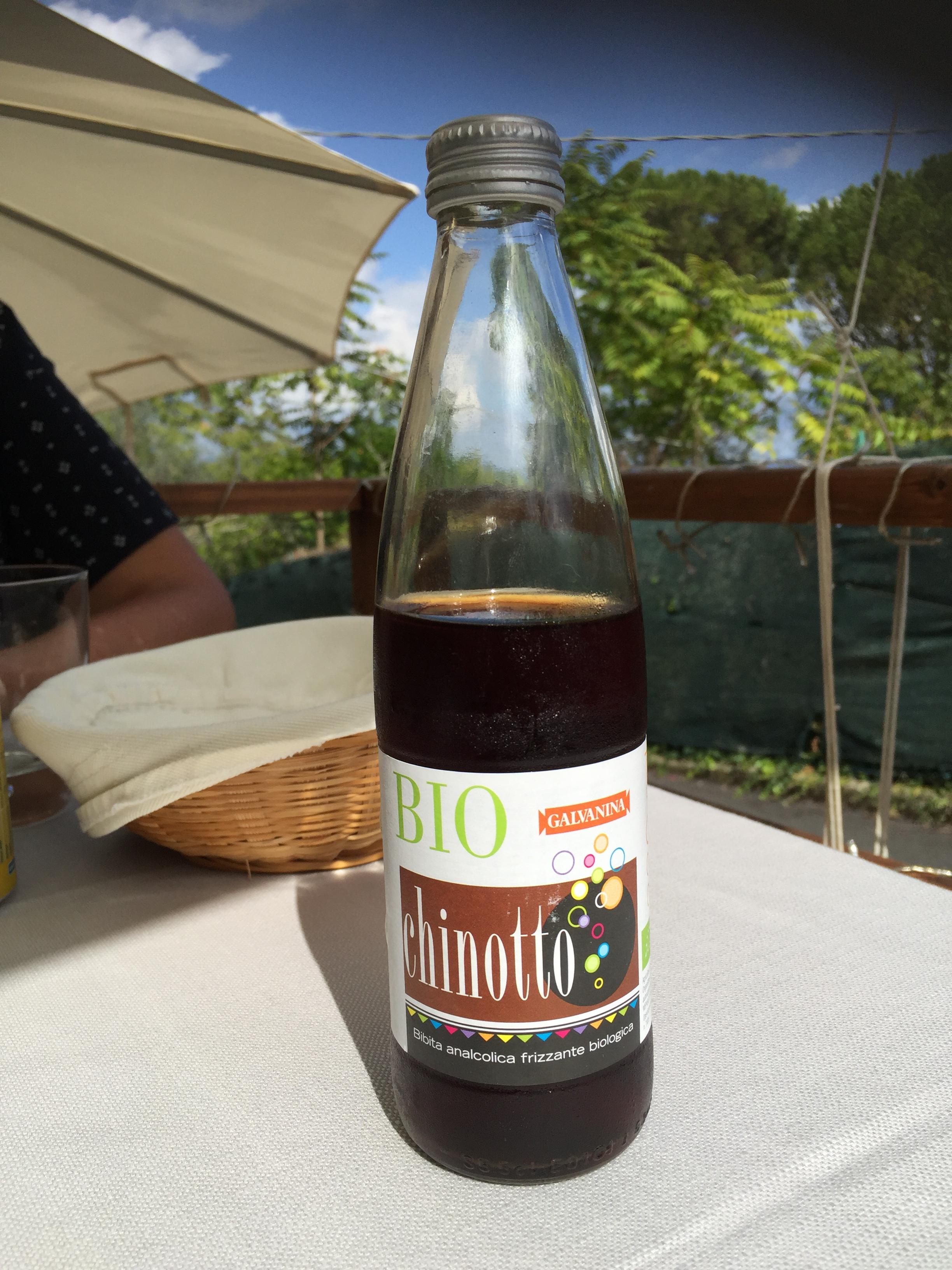
«Экологичная» версия напитка

В прошлом напиток был известен, как тёмный, горький на вкус вариант апельсинового сока, и считался освежающим средством. Промышленное производство газировки Chinotto началось в 1950-х годах. Она производится в Италии несколькими компаниями и потребляется, в основном, внутри страны. Аналогичный напиток, производимый на Мальте, носит название «Kinnie» (Кинни). В Италии в состав напитков кинотто входит хинин.
Постепенно кинотто завоёвывает популярность и за пределами Италии. Компания-производитель минеральных вод «S.Pellegrino» экспортирует кинотто в другие страны под торговыми марками «Chinò» и «Chinotto». Компания «Coca-Cola» производит кинотто под торговой маркой «Fanta Chinotto» в Италии, и под торговой маркой «Fanta Amara» на Мальте. В Канаде напиток выпускается под брендом The Brio (этот напиток заметно слаще итальянских версий), в Австралии — под брендом «Bisleri» (ранее независимый, этот бренд сегодня принадлежит местному филиалу компании «Coca-Cola»). В Венесуэле Sprite продается под торговой маркой Chinotto; которая принадлежит компании Coca-Cola.